# 144633 Джорджкерролл
144633 Джорджкерролл (144633 Georgecarroll) — астероїд головного поясу, відкритий 21 березня 2004 року.
Тіссеранів параметр щодо Юпітера — 3,360.